# اللون من خارج الفضاء
«اللون من خارج الفضاء» (بالإنجليزية: The Colour Out of Space)‏ هي قصة قصيرة بقلم مؤلف الرعب الأميركي هوارد فيليبس لافكرافت وكتبها في مارس 1927. تتم رواية الأحداث من راوي مجهول حيث يتكلم عن منطقة معروفة يدعوها السكان المحليون باسم «المرج الذابل» في التلال البرية غرب أركم، ماساتشوستس. ويكتشف الراوي أن نيزكا سقط هناك قبل سنوات عديدة، وأنه يستنزف قوة الحياة من أي شيء يعيش بالقرب منه؛ حيث تنمو النباتات بأحجام كبيرة، ولكن لا طعم لها، وتصاب الحيوانات بالجنون وتتشوه بأشكال غريبة، بينما يصاب الناس أيضا بالجنون أو يموتون واحدا تلو الآخر.
بدأ لافكرافت بكتابة القصة فور انتهائه من روايته القصيرة السابقة، قضية تشارلز دكستر وارد، وفي خضم مراجعته النهائية لمقال عن أدب الرعب «رعب الخوارق في الأدب». سعى لافكرافت إلى خلق شكل من أشكال الحياة الغريبة، واستلهم القصة من عدة مصادر خيالية وواقعية. وظهرت أول مرة في عدد سبتمبر 1927 من مجلة الخيال العلمي «قصص مذهلة» للناشر هوغو غيرنسباك، أصبحت القصة إحدى أشهر أعمال لافكرافت وكانت القصة المفضلة لديه شخصيا. تم اقتباسها إلى عدة السينما في عام 1965 و 1987.